# Best New Horror 3
Best New Horror 3 är den tredje volymen i antologiserien med samma namn. Den publicerades 1992 på det brittiska bokförlaget Robinson och i USA på Carroll & Graf. Stephen Jones och Ramsey Campbell var redaktörer.
Vissa av novellerna har prisbelönats; se nedan.

## Innehåll
- "Introduction: Horror in 1990" av Ramsey Campbell och Stephen Jones
- "True Love" av K. W. Jeter
- "The Same in Any Language" av Ramsey Campbell
- "Impermanent Mercies" av Kathe Koja
- "Ma Qui" av Alan Brennert (Nebulapriset 1992)[1]
- "The Miracle Mile" av Robert R. McCammon
- "Taking Down the Tree" av Steve Rasnic Tem
- "Where Flies Are Born" av Douglas Clegg
- "Love, Death and the Maiden" av Roger Johnson
- "Chui Chai" av S. P. Somtow
- "The Snow Sculptures of Xanadu" av Kim Newman
- "Colder Than Hell" av Edward Bryant
- "Raymond" av Nancy A. Collins
- "One Life, in an Hourglass" av Charles L. Grant
- "The Braille Encyclopedia" av Grant Morrison
- "The Bacchae" av Elizabeth Hand
- "Busted in Buttown" av David J. Schow
- "Subway Story" av Russell Flinn
- "The Medusa" av Thomas Ligotti
- "Power Cut" av Joel Lane
- "Moving Out" av Nicholas Royle
- "Guignoir" av Norman Partridge
- "Blood Sky" av William F. Nolan
- "Ready" av David Starkey
- "The Slug" av Karl Edward Wagner
- "The Dark Land" av Michael Marshall Smith (British Fantasy Award 1992)[2]
- "When They Gave Us Memory" av Dennis Etchison
- "Taking Care of Michael" av J. L. Comeau
- "The Dreams of Dr Ladybank" av Thomas Tessier
- "Zits" av Nina Kiriki Hoffman
- "Necrology: 1991" av Stephen Jones och Kim Newman